# Huerta Rosales (Badajoz)

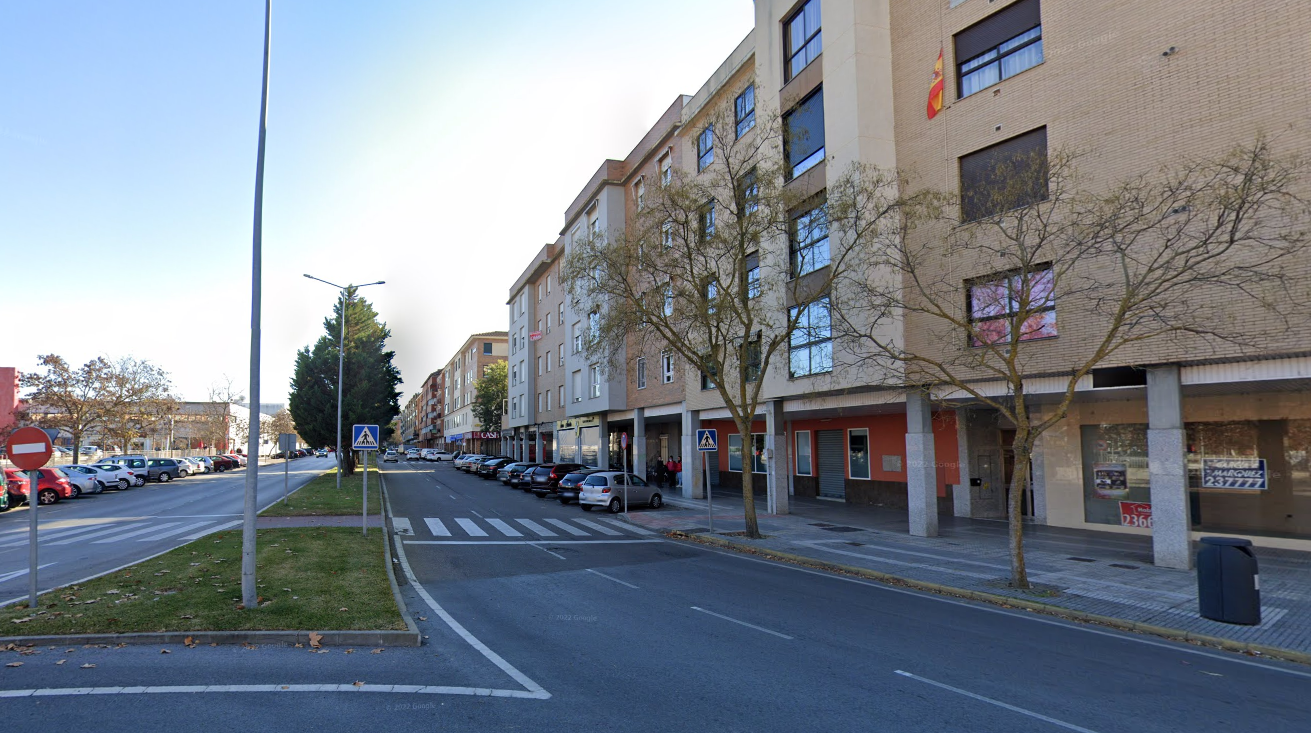
Vista de la calle Gaspar Méndez, la cual delimita dicho barrio con el de Valdepasillas.

Huerta Rosales es un barrio residencial de Badajoz, situado entre el barrio de Valdepasillas, la Barriada de La Granadilla, la Barriada de Llera y la carretera de Olivenza.
Es una zona residencial en su gran parte, compuesta de adosados y bloques de pisos, con centro comercial propio (en estado de semiabandono)  que cuenta con un Mercadona y el cercano centro comercial Carrefour de Valdepasillas. Remata el barrio un parque que lo recorre de noroeste a sudeste en las calles Joaquín Pérez Campos y Remigio Cordero Corrales. Asimismo posee un Centro Hermano de Cáritas y el Instituto de Español como Lengua Extranjera de la Universidad de Extremadura (IELE). El barrio de Huerta Rosales es uno de los más privilegiados de Badajoz, situándose junto a Valdepasillas. Las calles Gaspar Méndez y Arturo Barea separan ambos barrios.
En el año 2023 se iniciaron las obras que darán lugar a una gran ampliación del barrio, llamada Distrito Rosales.